# Lealui
Koordinaten: 15° 14′ S, 23° 2′ O
Lealui, auch Lialuyi, ist die Residenz in der Trockenzeit des Litunga, des Königs der Lozi in Barotseland in der Westprovinz in Sambia. Lealui liegt in der Nähe von Mongu. Am Ende der Trockenzeit, wenn der Pegel des Sambesi steigt, zieht der Litunga in seinen Palast in Limulunga, der höher liegt. Der Umzug wird mit der Kuomboka-Zeremonie gefeiert, eines von Sambias bedeutendsten und populärsten Folklorefestivals.
Der erste König des Königreiches der Barotse, der in Lealui residierte, war Sipopa im Jahr 1864. 1978 wurde der Ort von König Lubosi Lewanka als kulturelle, traditionelle und administrative Hauptstadt neu angelegt. Das Zentrum der königlichen Anlage ist der Kamona aus dem Jahr 1880. Er spielt noch heute bei der Krönung eine wichtige Rolle, wenn der neue Litunga eine bestimmte Zeit dort leben muss. Der Kamona gilt als wichtiges historisches Zeugnis in Sambia.
Lealui liegt 13 Kilometer westlich von Mongu auf 1.008 Meter Höhe über dem Meeresspiegel und ist einer der größten Orte der Lozi mit etwa 10.000 Einwohnern. Trotzdem sind viele Lozi in höher gelegene Gebiete fortgezogen. Litunga Lubosi Imwiko hat daher eine Aufwertung von Lealui durch Renovierungen beschlossen, um diesen Trend zu wenden. In der Regenzeit flutet der Sambesi das Umland, das er in einen turbulenten See verwandeln kann, der fünf Kilometer ins Inland reicht und nur ein paar Inseln lässt. Das hat regelmäßig Obdachlose und Hunger zur Folge, da Hütten und Äcker zerstört werden. Die Infrastruktur ist bis auf die Straße nach Mongu schlecht. Es gibt den Mulumba-Hafen und nur eine Grundschule.

## Persönlichkeiten
- François Ellenberger (1915–2000), französischer Geologe, geboren in Lealui